# Gorordo
Gorordo es una entidad de población española del municipio de Gatica, perteneciente a la provincia de Vizcaya, en la comunidad autónoma del País Vasco.

## Historia
Hacia mediados del siglo XIX, el lugar, ya por entonces perteneciente a Gatica, tenía contabilizada una población de noventa habitantes. Aparece descrito en el octavo volumen del Diccionario geográfico-estadístico-histórico de España y sus posesiones de Ultramar de Pascual Madoz con las siguientes palabras:

GORORDO: barrio en la prov. de Vizcaya, part. jud. de Bilbao, térm. jurisd. de Gatica: tiene 15 casas, 21 vec., 90 almas.
(Madoz, 1847, p. 450)

En 2022, tenía empadronados 138 habitantes.